# Velký Luh
Velký Luh (en allemand : Großloh) est une commune du district de Cheb, dans la région de Karlovy Vary, en Tchéquie. Sa population s'élevait à 164 habitants en 2020.

## Géographie
Velký Luh se trouve à 14 km au nord de Cheb, à 36 km à l'ouest de Karlovy Vary et à 149 km à l'ouest de Prague.
La commune est limitée par Plesná au nord, par Křižovatka à l'est, et par Skalná au sud et à l'ouest.

## Histoire
Le village a été fondé en 1726.